# Litějný prospekt
Litějný prospekt je jedna z důležitých tříd v Centrálním rajonu Petrohradu. Vede od Litějného mostu k Něvskému prospektu, dlouhý je zhruba 1,9 km.

## Hisotrie
Název ulice patří mezi nejstarší ve městě; byl zaveden již v roce 1738 a odvozen je od nedaleké slévárny (rusky литейный завод), neboť v 18. století ji právě tento prospekt spojoval s městem (tehdy ještě vedl lesem).
Po Říjnové revoluci v roce 1917 byl prospekt přejmenován na Prospekt Voldarskogo. Historický název byl obnoven v lednu 1944.

## Významné objekty

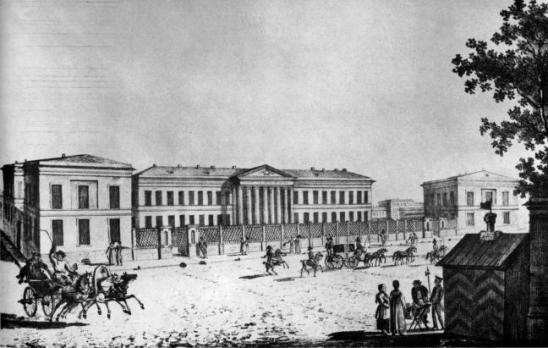
Mariinská nemocnice, kolem roku 1820

- č. 4 – Velký dům (Большой дом), kdysi budova sovětské tajné služby NKVD, dnes sídlo místní úřad vlády
- č. 14 – sídlo Varvary Dolgorukovové v 19. století
- č. 24 – Muruziovský dům, bydlel zde básník Josif Brodskij
- č. 36 – Muzeum spisovatele N. A. Někrasova
- č. 37 – carský Úřad pro správu korunních statků (Dom děpartamenta udělov) v polovině 19. století, architekt Harold Bosse
- č. 42 – Litějný dům, bývalé sídlo kněžny Zinaidy Jusupovové, dnes sídlo Petrohraské školy mezinárodního obchodu, economie a práva
- č. 56 – Mariinská nemocnice (architekt Giacomo Quarenghi).